# Strażnik piramidy

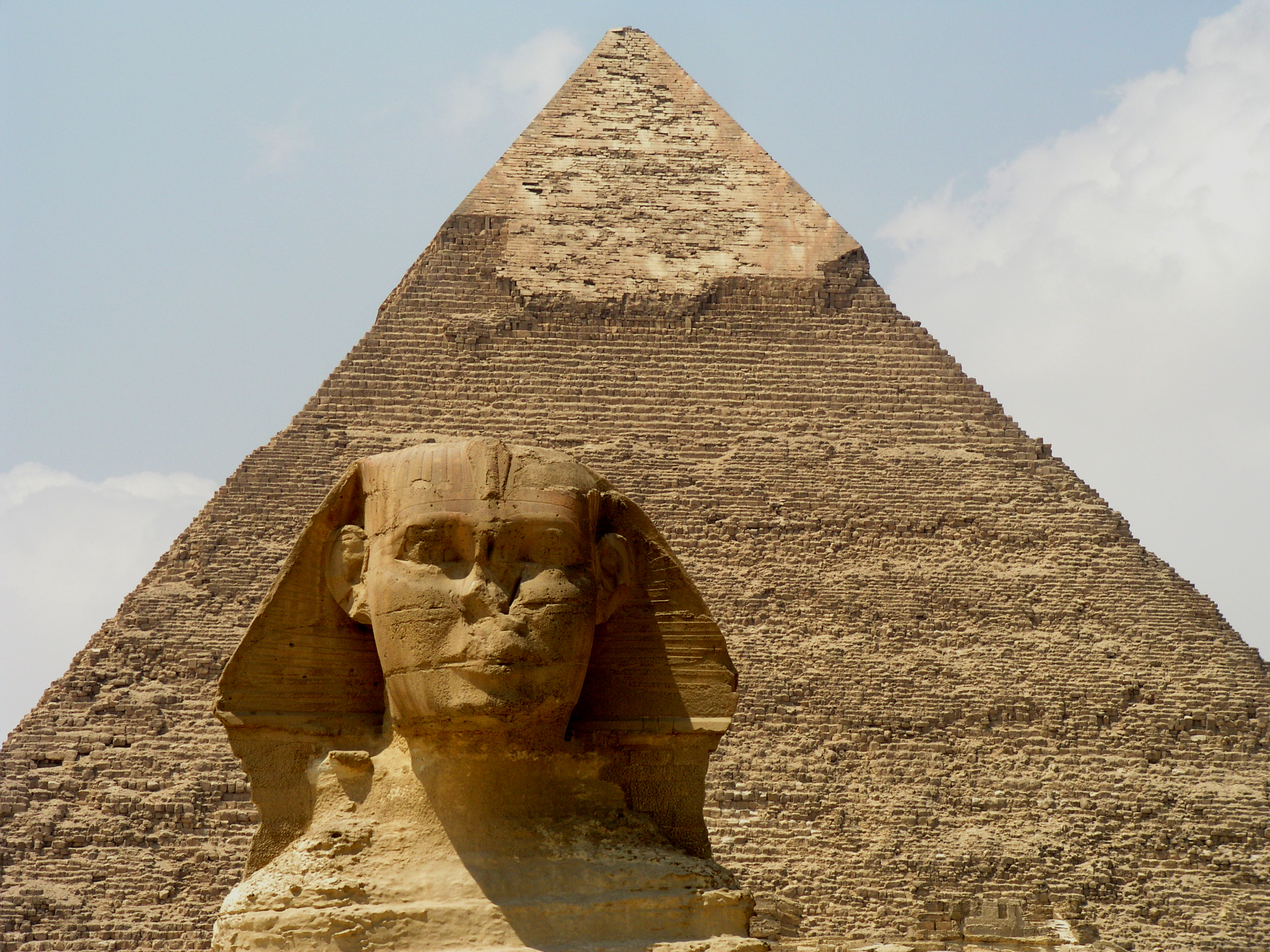

Strażnik piramidy – powieść historyczno-sensacyjna Jerzego Edigeya  o budowie piramidy Chefrena, jej dalszych losach i jej tajemnicach.
Akcja utworu rozgrywa się zmiennie na dwóch planach – współcześnie i w starożytności, w czasach budowy piramidy faraona Chufu (Chefrena), zwanej Domem Miliona Lat. Głównymi bohaterami tej opowieści są: autor – polski turysta zafascynowany piramidami, Achmed Hosni – jego tajemniczy egipski przewodnik oraz Ibis-Ra – naczelny budowniczy piramidy Chefrena. Sensacyjną fabułę oparto na twierdzeniu, że dotychczas nie odnaleziono właściwej komory grobowej wraz z sarkofagiem tego faraona, których sekret nadal jest pilnie strzeżony.
Pomysł powieści przeznaczonej zasadniczo dla młodego odbiorcy powstał w 1964 r., podczas pierwszej podróży autora do Egiptu; ostatecznie jednak napisana została w 1974 r., już po drugim pobycie. Zamiarem było zainteresowanie młodszego czytelnika odległą przeszłością kraju nad Nilem – stąd dodana współczesna sceneria i wątek sensacyjny wpleciony w historię powstawania piramidy Chefrena oraz towarzyszącego jej Sfinksa. W treści nawiązano też do autentycznych wydarzeń z tamtych lat: amerykańskich badań wnętrza piramidy metodą jej prześwietlania (w 1967) oraz dwóch wojen egipsko-izraelskich (1967 i 1974). Zawarte w posłowiu dodatkowe wyjaśnienia dotyczące okresu Starego Państwa i problemu budownictwa piramid uzupełniono wykazem ówcześnie dostępnej polskojęzycznej literatury o starożytnym Egipcie.
Powieść miała dotychczas dwa wydania krajowe (1977, 1990), jak również ukazała się w przekładzie czeskim (Praha 1984).